# Narodowe Archiwum Historyczne Białorusi w Mińsku
Narodowe Archiwum Historyczne Białorusi w Mińsku (biał. Нацыянальны гістарычны архіў Беларусі, ros. Национальный исторический архив Беларуси) – białoruska instytucja prowadząca działalność archiwalną, założona w 1938, na której zasób składają się archiwalia pochodzące z okresu od XIV do XX w.

## Historia
Za początki archiwum uważany jest rok 1919, kiedy w Mohylewie powstała instytucja zajmująca się działalnością archiwalną, nosząca nazwę Archivaschovišča Mahiloŭskaha archiŭnaha biuro (ros. archiwochraniliszcze Mogilewskogo archiwnogo biuro). 
W 1924 roku instytucja ta stała się archiwum okręgowym, zaś w roku 1927 nastąpiła jej reorganizacja, w wyniku której powołano Mahiloŭski histaryčny archiŭ (ros. Mogilewskij istoriczeskij archiw). Po kolejnej reorganizacji w 1930 roku archiwum otrzymało nazwę Centralnaje archiŭnaje ŭpraŭlennie Biełaruskaj Savieckaj Sacyjalistyčnaj Respubliki (ros. Centralnoje archiwnoje uprawlenije Biełorusskoj Sowietskoj Socialisticzeskoj Riespubliki).
Dotychczasowy Mahiloŭski histaryčny archiŭ od 5 czerwca 1938, w wyniku przeprowadzenia reorganizacji zasobu archiwalnego Białoruskiej SRR, przekształcił się w Centralny histaryčny archiŭ BSSR (ros. Centralnyj istoriczeskij archiw BSSR).
W czasie II wojny światowej większość przechowywanych w archiwum akt i kartotek zaginęła. Część z nich została przekazana do archiwów w Rydze i na terytorium Niemiec. Zasoby archiwalne zostały splądrowane i zniszczone.
Na mocy Postanowienia Rady Ministrów Białoruskiej SRR z 11 listopada 1963 archiwum zostało przeniesione z Mohylewa do Mińska, do budynku przy ul. Kazłowa 26.
W latach 1996–2000 archiwum zostało przeniesione do budynku przy ul. Krapotkina 55.

## Zasoby archiwalne
W Narodowym Archiwum Historycznym Białorusi przechowywanych jest obecnie 1 020 085 jednostek archiwalnych, wytworzonych od końca XIV do XX wieku. Archiwum posiada największy zbiór dokumentów dotyczących historii ziem białoruskich od średniowiecza do czasów współczesnych. Najstarszy dokument jest datowany na 1391 rok. 
Zasób Narodowego Archiwum Historycznego Białorusi składa się z zespołów akt przejętych z archiwów instytucji sądowych Wielkiego Księstwa Litewskiego, Rzeczypospolitej Polskiej, a po włączeniu Białorusi do Imperium Rosyjskiego – m.in. oddziałów sądów, ratuszy czy sądów okręgowych.
Archiwum zgromadziło i gromadzi dokumenty dotyczące historii politycznej, społeczno-gospodarczej i kulturalnej narodu białoruskiego. W archiwum znajdują się unikalne, zabytkowe dokumenty, należące do dziedzictwa narodowego. Szczególnie cennym dokumentem jest Uniwersał Bohdana Chmielnickiego (datowany na 7 maja 1656), na mocy którego kupcy pochodzący ze Słucka otrzymali prawo wolnego handlu na terytorium Ukrainy.